# Ernährung
Ernährung (von mittelhochdeutsch ernern, von althochdeutsch neren/nerian „genesen machen, heilen, retten, am Leben erhalten“) oder Nutrition (spätlateinisch nutritio ‚Ernährung‘, von lateinisch nutrire ‚nähren‘) ist die Aufnahme von organischen und anorganischen Stoffen durch Lebewesen, die in der Nahrung in fester, flüssiger, gasförmiger oder gelöster Form vorliegen. Mit Hilfe dieser Stoffe wird die Körpersubstanz der Lebewesen aufgebaut oder erneuert und der für alle Lebensvorgänge notwendige Energiebedarf gedeckt.
Die Ernährung für Lebewesen lässt sich aufteilen in Ernährung des Menschen, Tierernährung und Pflanzenernährung sowie Ernährung der Pilze.

## Ökologie/Biologie
In der Ökologie wird untersucht, welche Ansprüche ein Lebewesen bezüglich der Ernährung an seine Umwelt stellt (Autökologie), in welchen Wechselwirkungen es bei der Ernährung zu anderen Lebewesen steht (Synökologie) und welche Auswirkungen diese Beziehungen auf die Entwicklung einer Population haben (Populationsökologie). Darüber hinaus wird in der Ökologie das Gesamtnährstoffangebot (Trophie) eines Ökosystems untersucht.
Verschiedene Zweige der Biologie setzen sich mit weiteren Aspekten der Ernährung auseinander:
- Anatomie und Morphologie: Bau der Mundwerkzeuge und des Verdauungstraktes bei Tieren beziehungsweise der Transportsysteme bei Pflanzen.
- Ernährungsphysiologie: Aufnahme, Verdauung, Resorption, Ausscheidung und Verwertung (Stoffwechsel) der Nährstoffe.
- Ethologie: angeborene oder erlernte Verhaltensweisen der Tiere beim Nahrungserwerb und bei der Brutpflege.
- Evolutionsbiologie: Entwicklung und Anpassung der Ernährungssysteme in der Evolution.

## Nahrungstypen
Eine Einteilung der Lebewesen nach Nahrungstypen erfolgt auf der Grundlage der Nahrungsquelle, also wovon sie sich ernähren. Bei Tieren besteht ein Zusammenhang zwischen ihrem Nahrungsspektrum und der Ausbildung der Mundwerkzeuge und des Verdauungstraktes. In der Regel ernährt sich ein Tier nicht ausschließlich von einem Nahrungstyp. So nehmen viele Fleischfresser regelmäßig, wenn auch in kleinen Mengen, Pflanzen auf. Andererseits nehmen Pflanzenfresser keine Tiere als Nahrung zu sich.
Das griechische Suffix -phage bzw. -phagie stammt von altgriechisch φαγεῖν phageín, deutsch ‚essen‘ ab. Das Suffix -vore stammt von lateinisch vorare ‚verschlingen‘.
| Deutsch              | Griechisches Fremdwort | Bezeichnung des Verhaltens | Lateinisches Fremdwort                                | Griechisch                          | Lateinisch                |
| -------------------- | ---------------------- | -------------------------- | ----------------------------------------------------- | ----------------------------------- | ------------------------- |
| Aasfresser           | Nekrophage             | Nekrophagie                |                                                       | νεκρός nekrós ‚tot‘                 |                           |
| Allesfresser         | Pantophage             | Pantophagie                | Omnivore                                              | παντος pantos ‚alles‘               | omnis ‚alles‘             |
| Ameisenfresser       | Myrmekophage           | Myrmekophagie              |                                                       | μύρμηκος mýrmekos ‚Ameise‘          |                           |
| „Detritusfresser“    |                        |                            | Detritovore                                           |                                     | detritus ‚zerrieben‘      |
| „Faulstofffresser“   | Saprophage             | Saprophagie                | Saprovor, Saprobier, Saprobiont, veraltet „Saprophyt“ | σαπρός saprós ‚faulig‘              |                           |
| Fischfresser         |                        | Piscivorie                 | Piscivore                                             |                                     | piscis ‚Fisch‘            |
| Fleischfresser       | Zoophage               | Zoophagie                  | Karnivore                                             | ζῷον zóon ‚Tier‘                    | caro, carnis ‚Fleisch‘    |
| Fruchtfresser        |                        | Fructivorie, Frugivorie    | Fructivore, Frugivore                                 |                                     | fructus ‚Frucht‘          |
| Holzfresser          | Xylophage              | Xylophagie                 |                                                       | ξύλον xylon ‚Holz‘                  |                           |
| „Insektenfresser“ *) | Entomophage            | Entomophagie               | Insektivore                                           |                                     | insectum ‚eingeschnitten‘ |
| Körnerfresser        |                        |                            | Granivore                                             |                                     | granum ‚Korn‘             |
| Kotfresser           | Koprophage             | Koprophagie                |                                                       | κόπρος kopros ‚Kot‘                 |                           |
| Pflanzenfresser      | Phytophage             | Phytophagie                | Herbivore                                             | φυτόν phytón ‚Pflanze‘              | herba ‚Gras, Pflanze‘     |
| Pilzfresser          | Mykophage, Mycetophage | Mykophagie, Mycetophagie   | Mykovore                                              | μύκης mykés, μύκητος mýketos ‚Pilz‘ |                           |
| Planktonfresser      |                        |                            |                                                       |                                     |                           |
| „Schalenknacker“     |                        | Durophagie                 |                                                       |                                     | durus ‚hart‘              |
| „Totholzfresser“     | Saproxylophage         | Saproxylophagie            |                                                       |                                     |                           |

## Tiere
Die Einteilung erfolgt in drei Übergruppen:
- Allesfresser (Omnivoren),
- Fleischfresser (Carnivoren[3]) und
- Pflanzenfresser (Herbivoren) im weitesten Sinne[4]

### Spezialisierungstypen
Je nach Grad der Spezialisierung (ökologische Valenz) im Nahrungsspektrum werden Tiere in verschiedene Gruppen und Untergruppen eingeteilt:
- Nahrungsgeneralisten sind Tiere, die eine breite Palette pflanzlicher und tierischer Nahrung aufweisen. Diese Tiere werden als euryphag (griech. εὐρύς eurýs, deutsch ‚breit‘) oder omnivor (lat. omnis ‚alles‘) bezeichnet.
  - Pantophag (griech. παντὸς pantós, deutsch ‚alles‘), alles genießbare fressend, sind zum Beispiel Schwein, Ente oder Karpfen.
  - Polyphag (griech. πολύς polýs, deutsch ‚viel‘) sind zum Beispiel Insektenfresser, Paarhufer und Großkatzen. Sie ernähren sich zwar hauptsächlich von einem Nahrungstyp, akzeptieren aber viele verschiedene Arten dieses Typs.
- Nahrungsspezialisten sind Tiere, die sich auf wenige Tier- oder Pflanzenarten als Nahrungsquelle spezialisiert haben. Sie werden zusammenfassend als stenophag (griech. στενός stenós, deutsch ‚eng‘) bezeichnet.
  - Oligophag (griech. ὀλίγος oligos, deutsch ‚wenig‘) sind zum Beispiel manche Schmetterlingsraupen oder der Koala, der sich nur von einigen wenigen Eukalyptus-Arten ernähren kann.
  - Monophag (griech. μόνος monos, deutsch ‚allein‘) sind Lebewesen, die von einer einzigen Tier- oder Pflanzenart als Nahrungsquelle abhängig sind, zum Beispiel manche Parasiten.

### Art der Nahrungsaufnahme
Nach der Methode der Nahrungsaufnahme lassen sich Organismen verschiedenen Typen zuordnen.
- Filtrierer leben meist festsitzend (sessil) im Wasser, dem sie kleine Nahrungspartikel oder Kleinstlebewesen (Plankton, Bakterien) entnehmen. Beispiele sind Manteltiere, Muscheln, Bartenwale, Enten und Flamingos.
- Resorbierer nehmen Nährstoffe aus dem sie umgebenden Medium über die Körperoberfläche auf. Hierzu gehören viele Endoparasiten wie der Bandwurm.
- Sauger entnehmen lebenden Organismen gelöste Nährstoffe:
  - Blutsauger sind zahlreiche Ektoparasiten wie wenige Wanzenarten, Flöhe, Stechmücken, Zecken, Blutegel oder Neunaugen.
  - Pflanzensaftsauger sind zum Beispiel Zikaden, Pflanzenläuse oder die meisten Wanzenarten. Da diese Organismen ihre Wirte schädigen, werden sie auch als Parasiten bezeichnet. Hummeln und Bienen sind zwar ebenfalls Pflanzensaftsauger, da sie ihre Wirtspflanzen jedoch nicht schädigen, sondern deren Bestäubung gewährleisten, ist diese Lebensgemeinschaft eine Symbiose.
- Schlinger wie der Python und Kauer wie die Raubtiere nehmen ihre Beute im Ganzen oder in kleinere Stücke zerteilt auf.
- Strudler sind Filtrierer, die den für die Filtration notwendigen Wasserstrom mit Hilfe von Geißeln, Cilien oder Tentakeln selbst erzeugen. Beispiele sind Wimperntierchen, Rotatorien, Korallen oder das Lanzettfischchen.
- Substratfresser sind an Land lebende Organismen, die das sie umgebende Material (Substrat) aufnehmen und dem sie die darin enthaltenen Nährstoffe in ihrem Verdauungstrakt entnehmen. Hierzu gehören Bodenorganismen (wie der Regenwurm), Blattminierer, Borkenkäfer (wie der Buchdrucker), Saprobionten und Koprophagen (wie der Mistkäfer).

### Art des Nahrungserwerbs
Nach der Technik des Nahrungserwerbes kann man Tiere verschiedenen Typen zuordnen:
- Weidegänger sind Pflanzenfresser, die ihre Futterpflanzen nur so weit abfressen, dass sie wieder nachwachsen können. Zu ihnen gehören Huftiere, Murmeltiere, Riesenkängurus und Gänse. Seesterne wie die Dornenkronenseesterne weiden Korallen ab, die aber dadurch vollständig absterben.
- Sammler legen entweder einen Nahrungsvorrat für den Winter an (Eichhörnchen) oder bewahren einen Überschuss von Beutetieren oder Nahrungsresten an Orten auf, die für Konkurrenten unzugänglich sind, z. B. der Neuntöter.
- Jäger (veraltet Raubtiere) erbeuten andere Tiere, töten sie und beginnen unmittelbar danach mit dem Fressen. Beispiele sind Laufkäfer, Libellen, Raubwanzen. Je nach Jagdtechnik unterscheidet man:
  - Hetzjäger, die ihre Beute zuweilen über weite Strecken und eine lange Zeit verfolgen (Wolf, Gepard).
  - Lauerjäger, die auf einem Ansitz (Bussard) oder in einem Versteck warten (z. B. der Hecht), bis ein Beutetier in erreichbare Nähe gekommen ist. Diese Jäger sind in der Regel gut an ihre Umgebung angepasst (Tarnung, Mimese bei den Fangschrecken), manche haben die Möglichkeit, ihre Beute anzulocken ((Tiefsee-)Anglerfisch, Seeteufel).
  - Fallensteller sind Tiere, die auf ihre Beute lauern und sie mit Netzen (Webspinnen) oder Fallgruben (Ameisenlöwe) fangen.

## Pflanzen
Pflanzen decken ihren Nährstoffbedarf in der Regel durch die Photosynthese, sie sind „selbsternährend“ (autotroph). Dabei können Nährelemente über gasförmige, anorganische Moleküle, die Kohlenstoff, Wasserstoff und Sauerstoff zum Aufbau organischer Moleküle enthalten, aufgenommen werden. Nährsalze (Nitrat, Phosphat und Sulfat), sowie Spurenelemente wie Bor, Chlor, Kupfer, Eisen, Mangan und dergleichen mehr nehmen Landpflanzen mit dem Wasser aus dem Boden auf, Wasserpflanzen aus dem umgebenden Wasser.
Unter den frei beweglichen, autotrophen Protisten (Einzellern) gibt es auch Formen, die bei Bedarf (Lichtmangel) zu einer heterotrophen Lebensweise übergehen können, sie sind mixotroph oder amphitroph wie zum Beispiel Euglena viridis.
Unter den Pflanzen gibt es auch Lebensweisen, die an den Nahrungserwerb von Tieren erinnern:
- Vollparasiten sind Pflanzen, die keine Photosynthese betreiben können und deshalb über Saugfortsätze (Haustorien) einen Teil des Assimilatstromes ihrer Wirtspflanzen für sich ableiten. Diese Pflanzen sind wegen des fehlenden Chlorophylls nicht grün. Ein Beispiel ist Rafflesia.
- Halbparasiten wie die Misteln betreiben zwar selbst Photosynthese, entnehmen aber der Wirtspflanze Wasser und Nährsalze.
- mykotrophe Pflanzen gehen Nahrungs-Symbiosen mit Pilzen ein: Die heterotrophen Pilze erhalten von der Pflanze Assimilate, die dafür eine verbesserte Wasser- und Nährsalzversorgung erhalten (myko-autotrophe Pflanzen, Beispiele: Mykorrhiza, Flechten). Einen Extremfall dieser Ernährungsweise stellen die myko-heterotrophen oder vollmykotrophen Pflanzen dar: sie sind aufgrund fehlenden oder zu geringen Chlorophyllgehalts nicht mehr in der Lage, ausreichend Photosynthese zu betreiben, und werden vollständig von ihren Mykorrhizapartnern ernährt, wie zum Beispiel Geosiris aphylla.

Um auf Böden gedeihen zu können, die zu wenig stickstoffhaltige Nährsalze enthalten, haben sich bei den Pflanzen zwei Strategien entwickelt.
- Insektivore Pflanzen (umgangssprachlich „Fleischfressende Pflanzen“) wie Sonnentau, Kannenpflanze und Sarracenia, Wasserschlauch und Fettkraut haben verschiedene Fallenmechanismen entwickelt, mit welchen sie Insekten fangen und verdauen können.
- Pflanzen leben mit heterotrophen Organismen zusammen, die ihnen die notwendigen Nährsalze liefern können:
  - Leguminosen leben in Symbiose mit Knöllchenbakterien, die den Luftstickstoff zu Nitrat umwandeln und an die Wirtspflanze weitergeben können. Da die Bakterien in kleinen Gewebewucherungen (Knöllchen) der Wurzel der Wirtspflanze leben, stellt diese Lebensgemeinschaft eine Endosymbiose dar.
  - Einzellige Grünalgen sind Endosymbionten bei vielen Korallen-Arten, die deshalb nur im Licht gedeihen können.

## Vorratshaltung
Alle Organismen speichern Nährstoffe in Zellorganellen, Speichergeweben oder Speicherorganen. Darüber hinaus haben sich im Tierreich Formen der Bevorratung von Nahrung entwickelt:
- Sammler wie das Eichhörnchen legen Vorräte für den nahrungsarmen Winter an.
- Ernteameisen (der Gattung Messor im Mittelmeerraum oder der Gattung Pogonomyrmex in Nordamerika) speichern Gras- und Getreidesamen in ihrem Bau.
- Honigbienen speichern Pollen und Honig, den sie zur Konservierung im Honigmagen aus dem gesammelten Blütennektar hergestellt haben, in den Waben ihres Baus.
- Bei manchen Wüstenameisen speichern einige Individuen, die „Honigtöpfe“, Nektar in ihren Mägen. In speziellen Kammern warten sie, bis sie von den Arbeiterinnen aufgesucht werden, an die sie dann einen Teil des Mageninhalts weitergeben.
- Blattschneiderameisen legen Pilzgärten in ihrem Bau an. Als Substrat für die Pilze dienen von ihnen geerntete und vorgekaute Blattstücke. Das Pilzmyzel der von ihnen gezüchteten Pilze stellt ihre einzige Nahrung dar.

Die Vorratshaltung ist oft mit einer extrem ökonomischen Futternutzung verbunden, bei der auch kleinste Reste verwertet werden. Im anderen Extrem stehen Tiere, die ihr Futter sehr unökonomisch nutzen und jeweils nur geringe Mengen einer Portion aufnehmen und den Rest zurücklassen. Man bezeichnet sie als Futterverschwender. Viele Fruchtfresser gehören dazu.

## Brutpflege
Jungtiere, die sich zunächst noch nicht selbständig ernähren können, werden entweder von einem Dottersack ernährt (Fische) oder von ihren Eltern gefüttert. Bei manchen Vögeln (Tauben) findet im Kropf der Elterntiere zunächst eine Vorverdauung statt. Der Nahrungsbrei (Kropfmilch) wird an die Jungtiere weitergegeben (Trophallaxis). Bei allen Zitzentieren werden die Neugeborenen durch die Milch aus den Milchdrüsen ernährt.

## Wechselwirkungen in der Biozönose
Innerhalb einer Lebensgemeinschaft (Biozönose) eines Ökosystems sind viele Organismen aufgrund eines Austauschs von Nährstoffen voneinander abhängig.

### Stoffkreislauf
| Autotrophe Organismen wie die grünen Pflanzen stellen aus den anorganischen Stoffen Kohlenstoffdioxid, Wasser, Nitrat, Phosphat und Sulfat alle organischen Bau- und Energiestoffe durch Assimilation selbst her. Sie werden deshalb als Produzenten bezeichnet. In der Dissimilation wird ein Teil dieser Stoffe zur Energiegewinnung wieder zu anorganischen Stoffe abgebaut. | P = Produzenten |
| Organismen, in der Regel Bakterien, die das anfallende organische Material (Leichen, Abfall und Ausscheidungen) wieder zu den von den Autotrophen benötigten, anorganischen Nährsalzen zurückverwandeln, werden als Reduzenten oder Destruenten bezeichnet. Sie ermögliche als heterotrophe Organismen in einem Ökosystem zusammen mit den autotrophen einen geschlossenen, biologischen Kreislauf, der mit dem geologischen Stoffkreislauf verknüpft ist (siehe Kohlenstoffkreislauf, Stickstoffkreislauf und Schwefelkreislauf):                | D = Destruenten |
| Da Bakterien zu den Mikroorganismen gehören, würde es sehr lange dauern, bis sie einen großen Pflanzenkörper wie einen Baum vollständig remineralisiert hätten. Tiere und Pilze zerkleinern und verteilen das organische Material, so dass es den Destruenten möglich ist, es in kürzerer Zeit abzubauen. Tiere und Pilze beschleunigen also den Stoffkreislauf in einem Ökosystem. Da sie als heterotrophe Organismen auf die von den Produzenten im Überschuss hergestellten Nährstoffe angewiesen sind, werden sie als Konsumenten bezeichnet. | K = Konsumenten |

Innerhalb der Konsumenten eines Ökosystems lässt sich eine Hierarchie der Ernährungsabhängigkeiten feststellen (siehe Nahrungskette, Nahrungsnetz und Nahrungspyramide): Konsumenten erster Ordnung (Primärkonsumenten) sind Tiere, die sich direkt von den Produzenten ernähren (zum Beispiel Pflanzenfresser), Konsumenten zweiter Ordnung ernähren sich wiederum von den Konsumenten erster Ordnung und so fort, am Ende dieser Hierarchie steht die „Endverbraucher“ (Spitzenprädatoren).
Produzenten werden als Primärproduzenten bezeichnet, da sie als erste in der Nahrungskette Körpersubstanz aufbauen, von welcher sich die Konsumenten ernähren. Da auch Konsumenten Körpersubstanz auf bauen, von der sich andere Konsumenten ernähren können, werden diese auch als Sekundärproduzenten bezeichnet.

### Beziehungen und Wechselbeziehungen
Zwischen den Individuen einer Biozönose bestehen zahlreiche einseitige oder wechselseitige Beziehungen, von welchen zurzeit die Nahrungsbeziehungen am besten untersucht sind. Diese Beziehungen sind nicht nur auf der Ebene der Individuen, sondern auch auf der Ebene der Populationen der einzelnen Arten eines Ökosystems wirksam: Die Nährstoffversorgung hat nicht nur Einfluss auf die Überlebens- und Fortpflanzungsfähigkeit des Individuums (Fitness), sondern auch auf die Entwicklung der Populationsdichte einer Art in einem Ökosystem:
Beziehungen
- Pro-, Para- und Metabiose: A →(+) B: Lebewesen oder Art A liefert Lebewesen oder Art B Nahrung, wodurch die Leistungsfähigkeit von B erhöht wird.
- Antibiose: A →(-) B: A ernährt sich von B, wodurch B geschädigt wird.
- Abiose: A →(0) B: Die Anwesenheit von A im selben Lebensraum (Biotop) hat keinen Einfluss auf B (Dies ist in natürlichen Ökosystemen auf Grund zahlreicher unbekannter Parameter und Beziehungen in der Regel nur schwer nachzuweisen).

Wechselbeziehungen
In den meisten Fällen bestehen zwischen den Individuen eines Ökosystems zahlreiche Wechselbeziehungen. Dabei können Nahrungsbeziehungen auch mit anderen Wechselwirkungen kombiniert sein: Zum Beispiel erhält die Honigbiene von der Blütenpflanze Pollen und Nektar als Nahrung und ermöglicht die Bestäubung der Blüte.
|           | innerartlich (intraspezifisch)       | zwischenartlich (interspezifisch) |
| A(+)⇔(+)B | Allianz                              | Allianz, Symbiose, Mutualismus    |
| A(-)⇔(-)B | Konkurrenz                           | Konkurrenz                        |
| A(-)⇔(+)B | Brutfürsorge, Brutpflege, Altruismus | Prädation, Parasitismus           |
| A(0)⇔(+)B | Pro-, Para- und Metabiose            | Pro-, Para- und Metabiose         |
| A(0)⇔(-)B | Antibiose                            | Antibiose                         |
| A(0)⇔(0)B | Abiose                               | Abiose                            |

## Weiterführende Literatur
- Gunther Hirschfelder: Europäische Esskultur. Eine Geschichte der Ernährung von der Steinzeit bis heute. Campus, Frankfurt am Main 2001, ISBN 3-593-36815-3. Studienausgabe: 2005, ISBN 3-593-37937-6 (Rezension von Gisa Funck, FAZ, 25. Juni 2002).
- Hans Konrad Biesalski und Peter Grimm: Taschenatlas der Ernährung. Thieme Verlag, Stuttgart 1999, ISBN 3-13-115351-2.
- Jean-Luis Flandrin, Massimo Montanari: Food: A Culinary History from Antiquity to the Present. London 1999.
- Massimo Montanari: Der Hunger und der Überfluß. Kulturgeschichte der Ernährung in Europa. C.H. Beck, München 1999, ISBN 3-406-44025-8.
- Ulf Dirlmeier: Ernährung. In: Lexikon des Mittelalters. Band 3, 1986, Sp. 2161–2269.
- Roman Sandgruber: Nahrungsmittelverbrauch und Eßgewohnheiten vom 16. Jahrhundert bis zur Gegenwart (= Beiträge zur historischen Sozialkunde. Band 8), 1978, S. 11–22.
- Hans Glatzel: Nahrung und Ernährung. Altbekanntes und Neuerforschtes vom Essen (= Verständliche Wissenschaft. Band 39), Springer, Berlin 1939.